# هارون لونغ
هارون لونغ هو رسام رسوم متحركة كندي، ولد في 1 مارس 1990 في تورونتو في كندا.

## وصلات خارجية
- هارون لونغ على موقع IMDb (الإنجليزية)